# Pleuropetalum
Pleuropetalum là một chi thực vật thuộc họ Amaranthaceae. Chi này có các loài sau (tuy nhiên danh sách này có thể chưa đủ):
- Pleuropetalum darwinii, Hook.f.

## Hình ảnh

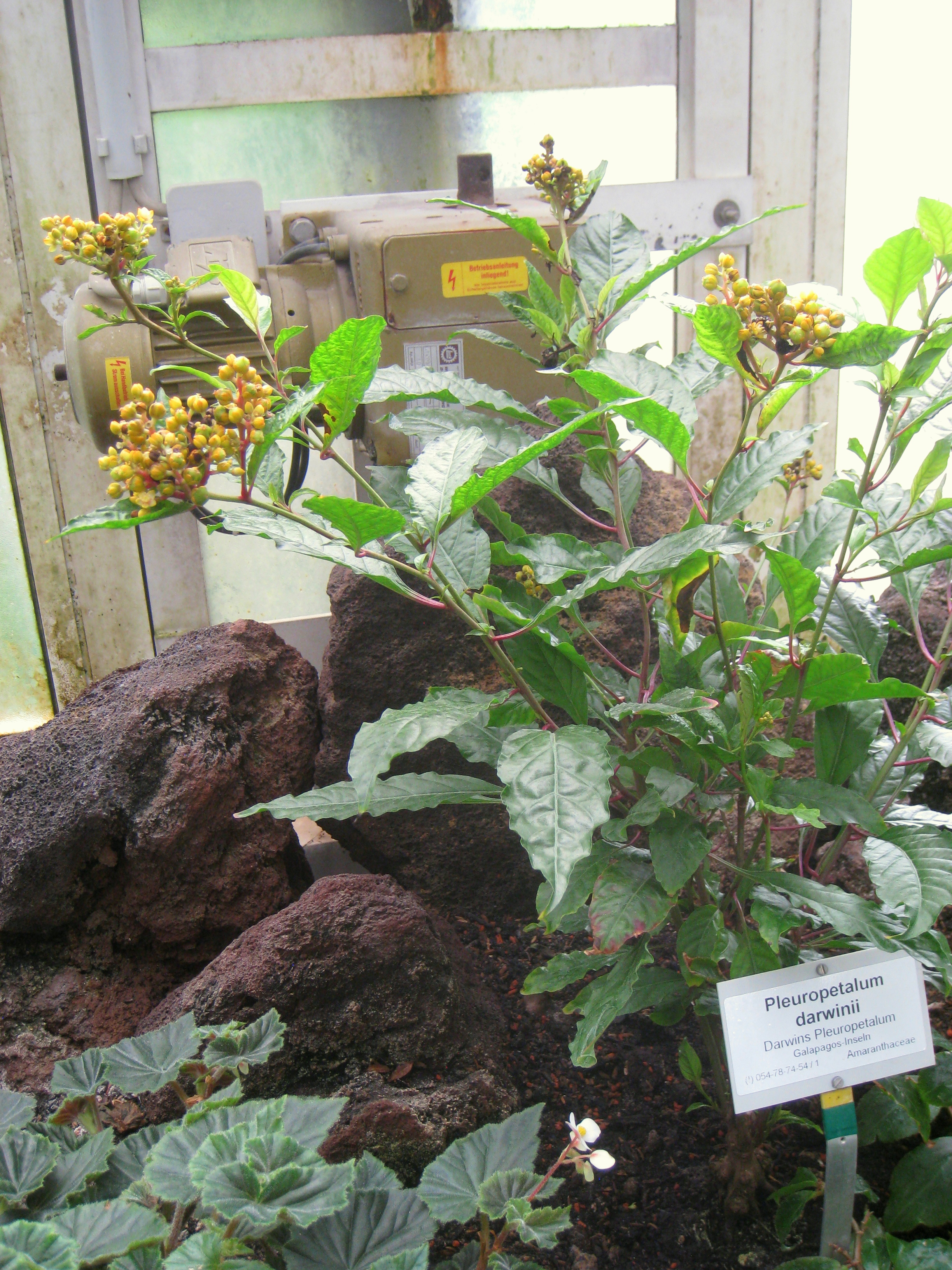